# 薄萼假糙苏
薄萼假糙苏（学名：Paraphlomis membranacea），为唇形科假糙苏属下的一个植物种。